# Telltale Games
Telltale Games, Inc. byla americká videoherní společnost sídlící v San Rafaelu v Kalifornii. Založili ji bývalí členové studia LucasArts v červnu roku 2004, tehdy pod názvem Telltale, kteří v tu dobu pracovali na hře Sam & Max: Freelance Police, která byla 3. března 2004 zrušena.
Společnost se specializovala na vytváření dobrodružných her založených na populárních sériích jako Gnat, CSI, Sam & Max, Homestar Runner, Wallace and Gromit, Monkey Island, Back to the Future, Jurský park, Zákon a pořádek, The Walking Dead, Fairy Tales, Borderlands, Píseň ledu a ohně a Minecraft.
Telltale Games je známé digitální distribucí svých titulů a jejich rozdělováním do epizod vydávaných ve stanovených intervalech.
V roce 2019 aktiva studia zakoupila společnost LCG Entertainment.

## Vyvinuté videohry
| Název                                        | Datum vydání                                                                     | Počet epizod                           | Platformy |
| -------------------------------------------- | -------------------------------------------------------------------------------- | -------------------------------------- | --- |
| Telltale Texas Hold'em                       | 11. února 2006                                                                   | Samostatná hra                         | Microsoft Windows |
| Bone: Out from Boneville                     | 15. září 2006                                                                    | Samostatná hra                         | macOS, Microsoft Windows |
| CSI: 3 Dimensions of Murder                  | 21. března 2006                                                                  | 5 epizod                               | PlayStation 2, Microsoft Windows                                                                                            |
| Bone: The Great Cow Race                     | 12. dubna 2006                                                                   | Samostatná hra                         | Microsoft Windows |
| Sam & Max Save the World                     | 17. října 2006 – 26. dubna 2007                                                  | 6 epizod                               | Wii, Microsoft Windows, Xbox 360                                                                                            |
| CSI: Hard Evidence                           | 25. září 2007                                                                    | 5 epizod                               | macOS, Wii, Microsoft Windows, Xbox 360                                                                                     |
| Sam & Max Beyond Time and Space              | 8. listopadu 2007 – 10. dubna 2008                                               | 5 epizod                               | iOS, macOS, PlayStation 3, Wii, Microsoft Windows, Xbox 360                                                                 |
| Strong Bad's Cool Game for Attractive People | 11. srpna 2008 – 15. prosince 2008                                               | 5 epizod                               | macOS, PlayStation 3, Wii, Microsoft Windows                                                                                |
| Wallace & Gromit's Grand Adventures          | 24. března 2009 – 30. července 2009                                              | 4 epizody                              | iOS, Microsoft Windows, Xbox 360                                                                                            |
| Tales of Monkey Island                       | 7. července 2009 – 8. prosince 2009                                              | 5 epizod                               | iOS, macOS, PlayStation 3, Wii, Microsoft Windows                                                                           |
| CSI: Deadly Intent                           | 20. října 2009                                                                   | 5 epizod                               | Wii, Microsoft Windows, Xbox 360                                                                                            |
| Sam & Max: The Devil's Playhouse             | 15. dubna 2010 – 30. srpna 2010                                                  | 5 epizod                               | iOS, macOS, PlayStation 3, Microsoft Windows                                                                                |
| Nelson Tethers: Puzzle Agent                 | 30. června 2010                                                                  | Samostatná hra                         | iOS, macOS, PlayStation 3, Microsoft Windows                                                                                |
| CSI: Fatal Conspiracy                        | 26. října 2010                                                                   | 5 epizod                               | PlayStation 3, Wii, Microsoft Windows, Xbox 360                                                                             |
| Poker Night at the Inventory                 | 22. listopadu 2010                                                               | Samostatná hra                         | macOS, Microsoft Windows |
| Back to the Future: The Game                 | 22. prosince 2010 – 23. června 2011                                              | 5 epizod                               | iOS, macOS, PlayStation 3, PlayStation 4, Wii, Microsoft Windows, Xbox 360, Xbox One                                        |
| Puzzle Agent 2                               | 30. června 2011                                                                  | Samostatná hra                         | iOS, macOS, Microsoft Windows                                                                                               |
| Jurassic Park: The Game                      | 15. listopadu 2011                                                               | 4 epizody                              | iOS, macOS, PlayStation 3, Microsoft Windows, Xbox 360                                                                      |
| Law & Order: Legacies                        | 22. prosince 2011 – 29. března 2012                                              | 7 epizod                               | iOS, macOS, Microsoft Windows                                                                                               |
| The Walking Dead                             | 24. dubna 2012 – 20. listopadu 2012 2. července 2013 (400 Days)                  | 5 epizod Samostatná epizoda (400 Days) | Android, iOS, macOS, Nintendo Switch, PlayStation 3, PlayStation 4, PlayStation Vita, Microsoft Windows, Xbox 360, Xbox One |
| Poker Night 2                                | 24. dubna 2013                                                                   | Samostatná hra                         | iOS, macOS, PlayStation 3, Microsoft Windows, Xbox 360                                                                      |
| The Wolf Among Us                            | 11. října 2013 – 8. července 2014                                                | 5 epizod                               | Android, iOS, macOS, PlayStation 3, PlayStation 4, PlayStation Vita, Microsoft Windows, Xbox 360, Xbox One                  |
| The Walking Dead: Season Two                 | 17. prosince 2013 – 26. srpna 2014                                               | 5 epizod                               | Android, iOS, macOS, Nintendo Switch, PlayStation 3, PlayStation 4, PlayStation Vita, Microsoft Windows, Xbox 360, Xbox One |
| Tales from the Borderlands                   | 25. listopadu 2014 – 20. října 2015                                              | 5 epizod                               | Android, iOS, macOS, Nintendo Switch, PlayStation 3, PlayStation 4, Microsoft Windows, Xbox 360, Xbox One                   |
| Game of Thrones                              | 2. prosince 2014 – 17. listopadu 2015                                            | 6 epizod                               | Android, iOS, macOS, PlayStation 3, PlayStation 4, Microsoft Windows, Xbox 360, Xbox One                                    |
| Minecraft: Story Mode                        | 13. října 2015 – 29. března 2016 7. června 2016 – 13. září 2016 (Adventure Pass) | 5 epizod 3 epizody (Adventure Pass)    | Android, iOS, macOS, Nintendo Switch, PlayStation 3, PlayStation 4, Wii U, Microsoft Windows, Xbox 360, Xbox One, Netflix   |
| The Walking Dead: Michonne                   | 23. února 2016 – 26. dubna 2016                                                  | 3 epizody                              | Android, iOS, macOS, PlayStation 3, PlayStation 4, Microsoft Windows, Xbox 360, Xbox One                                    |
| Batman: The Telltale Series                  | 2. srpna 2016 – 13. prosince 2016                                                | 5 epizod                               | Android, iOS, Nintendo Switch, PlayStation 3, PlayStation 4, Microsoft Windows, Xbox 360, Xbox One                          |
| The Walking Dead: A New Frontier             | 20. prosince 2016 – 30. května 2017                                              | 5 epizod                               | Android, iOS, Nintendo Switch, PlayStation 4, Microsoft Windows, Xbox One                                                   |
| Guardians of the Galaxy: The Telltale Series | 18. dubna 2017 – 7. listopadu 2017                                               | 5 epizod                               | Android, iOS, macOS, PlayStation 4, Microsoft Windows, Xbox One                                                             |
| Minecraft: Story Mode – Season Two           | 11. července 2017 – 19. prosince 2017                                            | 5 epizod                               | Android, iOS, macOS, Nintendo Switch, PlayStation 4, Microsoft Windows, Xbox 360, Xbox One                                  |
| Batman: The Enemy Within                     | 8. srpna 2017 – 27. března 2018                                                  | 5 epizod                               | Android, iOS, Nintendo Switch, PlayStation 4, Microsoft Windows, Xbox One                                                   |
| The Walking Dead Collection                  | 5. prosince 2017                                                                 | 19 epizod                              | PlayStation 4, Xbox One, Microsoft Windows                                                                                  |
| The Walking Dead: The Final Season           | 14. srpna 2018 – 25. září 2018 15. ledna 2019 – 26. března 2019 (Skybound Games) | 4 epizody                              | Nintendo Switch, PlayStation 4, Microsoft Windows, Xbox One                                                                 |
| The Wolf Among Us 2                          | Původně zrušeno, restartováno pod LCG                                            | —                                      | — |

## Publikované videohry
| Název                    | Vývojář             | Datum vydání                                         | Počet epizod   | Platformy                                                           |
| ------------------------ | ------------------- | ---------------------------------------------------- | -------------- | ------------------------------------------------------------------- |
| Hector: Badge of Carnage | Straandlooper       | 2. června 2010 – 22. září 2011                       | 3 epizody      | iOS, macOS, Microsoft Windows                                       |
| The Jackbox Party Pack   | Jackbox Games       | 3. listopadu 2015                                    | Samostatná hra | PlayStation 3, PlayStation 4, Xbox 360, Xbox One, Microsoft Windows |
| 7 Days to Die            | The Fun Pimps       | 28. června 2016                                      | Samostatná hra | PlayStation 4, Xbox One, MacOS, Microsoft Windows                   |
| Mr. Robot                | Night School Studio | 16. srpna 2016                                       | Samostatná hra | Android, iOS                                                        |
| RGX: Showdown            | Shortround Games    | 18. září 2018                                        | Samostatná hra | PlayStation 4, Xbox One                                             |
| Stranded Deep            | Beam Team Games     | Původně zrušeno, publikoval Beam Team 21. dubna 2020 | Samostatná hra | PlayStation 4, Xbox One                                             |

## Vedení společnosti
- Pete Hawley – prezident a CEO[4]
- Steve Allison – Senior Vice President vydavatelství
- Mark Barbolak – právní poradce
- David Bowman – viceprezident výroby
- Steve Crystal – viceprezident online komunikace
- Larry Castro – finanční ředitel
- Kara Henander – ředitelka lidských zdrojů
- Zac Litton – viceprezident pro technologii
- Paul Mathus – viceprezident pro rozvoj